# Batalla de Fèsules
|  | Per a altres significats, vegeu «Batalla de Fèsules (406)». |

La batalla de Fèsules es va lliurar l'any 225 aC entre la República Romana i un grup de gals que vivien a Itàlia. Els gals van derrotar els romans i es van retirar carregats de botí, i Emili Pap els va seguir. La batalla de Telamó, a continuació, va representar la victòria pels romans.
Una crida general a les armes es va estendre per Itàlia en els primers mesos del 225 aC a causa de la creixent amenaça dels gals. Setanta mil samnites, etruscs, umbres, campanis i romans es van unir per enfrontar l'amenaça comuna que els va enfrontar al Nord. Aproximadament una quarta part d'aquesta enorme força va ser cridada al servei actiu, mentre que la resta va servir de guarnició, o van quedar en la reserva. Un dels cònsols, Gai Atili Règul, que estava lluitant a Sardenya, va rebre ordres de tornar immediatament sense demora. L'altre cònsol, Luci Emili Pap, amb un exèrcit consular complet, va prendre posició a Ariminum, per guardar el camí de la costa oriental.
Un altre exèrcit, integrat per sabins i etruscs, i comandat per un pretor, es va dirigir a Etrúria, i va ser cap allà que on es van dirigir els gals, que per evitar una trobada amb Emili Pap, van marxar ràpidament a través dels passos centrals dels Apenins, per entrar a Etrúria, i s'instal·len a Clúsium saquejant tot el que trobaven al seu pas.
Els gals van veure que els romans els seguien de prop i van fer mitja volta per enfrontar-s'hi. Al vespre els dos exèrcits van acampar molt propers, i els gals van deixar les fogueres enceses i la cavalleria dalt d'un turó amb ordres d'esperar l'alba i seguir als romans. La infanteria es va retirar a Fèsules, i es van amagar per preparar una emboscada.
Al matí, els romans van veure la cavalleria enemiga sola es van pensar que els celtes havien fugit durant la nit, i van perseguir els genets gals ràpidament pensant que es retiraven. Quan els romans arriben prop de Fèsules els gals els ataquen per sorpresa i el combat va ser molt cruent. La superioritat numèrica dels gals va obligar els romans a retirar-se fins una mntanyeta que els donava un punt natural de defensa. Van morir 6.000 legionaris romans.
Els gals van intentar muntar un setge al voltant, però cansats per la marxa nocturna van anar a beure i a descansar mentre la cavalleria vigilava als vençuts. Van decidir muntar el setge l'endemà, però va arribar el cònsol Atili Règul des de la mar Adriàtica, apressat des que va saber la invasió. Va acampar en un lloc proper i va enviar missatgers per informar al pretor de la seva arribada. Els gals van veure l'exèrcit que arribava i van decidir en un consell que ja havien capturat prou botí i van marxar cap a les seves terres amb els tresors, els esclaus i els ramats, per tornar després, descarregats, a presentar batalla. A punta de dia van aixecar el campament i es van retirar seguint la costa.
Emili Pap va ordenar als tribuns militars que es dirigissin amb la infanteria, mentre ell comandava la cavalleria, fins a la muntanya a recollir les restes de l'exèrcit que va incorporar a les seves forces. No coneixia l'arribada de Règul, i va decidir no enfrontar-se als gals i seguir-los per la costa. Aviat hi hauria un nou enfrontament, la batalla de Telamó.